# Arpštevilo
Arpštevilo je praštevilo, ki se ga dobi iz praštevila, če se mu zamenja vrstni red njegovih desetiških števk (in ni enako samemu sebi). Arpštevila vedno nastopajo v paru. Takšni značilnosti imata na primer števili 7699 in 9967. Arpštevila po tej definiciji izključujejo palindromna praštevila, na primer enoštevčna števila 2, 3, 5, 7 in repunit 11. Arpštevila se imenujejo tudi obrnljiva praštevila ali reverzibilna praštevila. Prva arpštevila so (OEIS A006567):
13, 17, 31, 37, 71, 73, 79, 97, 107, 113, 149, 157, ...
Vsa nepalindromna permutirajoča praštevila, so arpštevila. Na primer permutirajoči praštevili, 131 in 373, sta palindromni praštevili, in zato nista arpštevili. Število 149 je na primer arpštevilo, vendar ni permutirajoče praštevilo, ker so permutacije njegovih desetiških števk - 194, 914 in 941, sestavljena števila. Tudi permutacija 419 je praštevilo, vendar ni arpštevilo.
Največje znano arpštevilo je 1010006+941992101·104999+1, ki ga je odkril Jens Kruse Andersen oktobra 2007.